# ريموش الآشوري
ريموش الآشوري هو ملك آشور حكم في حوالي سنة 1750 ق م، ذكر في قائمة ملوك آشور، أن حول عاصمة آشور إلى مدينة إيكالاتوم وألتي تقع جنوب مدينة آشور، اسمه يظهر أن متشابه مع ثاني ملوك أكد ريموش.